# Adriana Luiza Ribeiro de Oliveira
Adriana Luiza Ribeiro de Oliveira (1981) es una botánica, curadora y profesora brasileña.
Desarrolla actividades académicas e investigativas como becaria del Departamento de Botánica del Instituto de Biología, de la Universidad Federal de Río de Janeiro.
En 2004, obtuvo el diploma de Ciencias Biológicas, por la Universidad Federal de Juiz de Fora; para obtener la maestría en Biología Vegetal por la Universidad Federal de Río de Janeiro, defendió la tesis Monocotiledonias Hidrófilas da Bacia do Araguaia, en 2007; y, el doctorado por la misma casa de altos estudios, en 2012, defendiendo la tesis: Filogenia de Eriocaulon L. (Eriocaulaceae) neotropicales.

## Algunas publicaciones
- w.j. Silva, m.g.m. Souza, carolyn e.b. Proença. 2013. Cymbella neolanceolata sp. nov., a species formerly known as Cymbella lanceolata. Diatom Res. 28: 1-8
- d. Villarroel, carolyn e.b. Proença. 2013. A new species and new records of Myrtaceae from the Noel Kempff Mercado National Park region of Bolivia. Kew Bull. 68: 1-7
- j.e.q. Faria júnior, carolyn e.b. Proença. 2012. Eugenia pyrifera (Myrtaceae), a new species from the cerrado vegetation of Goiás, Brazil. Kew Bull. 67: 1-5
- carolyn e.b. Proença, d.l. Filer, e. Lenza, j.s. Silva, s.a. Harris. 2012. Phenological Predictability Index in BRAHMS: a tool for herbarium-based phenological studies. Ecography (Copenhagen) 35: 289-293

### Revisiones de ediciones
- 2011 - 2011, Periódico: Rodriguesia
- 2012 - 2012, Periódico: Rodriguesia
- 2012 - 2012, Periódico: Nordic Journal of Botany
- 2012 - actual, Periódico: Rodriguésia

## Membresías
- de la Sociedad Botánica del Brasil[6]
- Plantas do Nordeste[7]